# Albert (seriefigur)
Albert (italienskt ursprungsnamn: Battista), är Joakim von Ankas butler i de italienskproducerade disneyserierna. Han kallades även Jean i en översättning 2005.
Joakim von Anka kallar honom ofta för slöhas eller dylikt men han är en butler att vara stolt över enligt de flesta andra.
Trots likheter i namn och profession är denne Albert inte identisk med den Albert som är Joakims butler i tv-serien och serien "Duck Tales". Albert debuterade i serien "Zio Paperone e l'angolare di sicurezza" (manus Massimo De Vita och teckning Rodolfo Cimino i Almanacco Topolino nr 125 den 1 maj 1967. (Ej publicerad i Sverige.)

## Albert på andra språk
- Engelska: Albert Quackmore[1]
- Danska: Albert
- Finska: Juuso
- Franska: Baptiste, Edgard
- Holländska: Bertus
- Isländska: Jóhann Þjónn
- Italienska: Battista
- Norska: James, Kruse
- Polska: Harpagon
- Tyska: Baptist